# Comin' Round the Mountain
Comin' Round the Mountain (bra Bruxaria) é um filme estadunidense de 1951, do gênero comédia, dirigido por Charles Lamont, com a dupla cômica Abbott & Costello.

## Sinopse
O empresário artístico Al Stewart consegue sucesso quando contrata a cantora Dorothy McCoy e a leva para se exibir em uma casa noturna. No entanto, tudo vem abaixo quando insiste em apresentar no mesmo lugar outro cliente seu: um mágico escapista e incompetente chamado "O Grande Wilbert". Após o desastre da apresentação de Wilbert e depois de serem expulsos, Dorothy  reconhece o mágico como um primo seu e o leva para sua cidade natal no Kentucky, para conhecer seus parentes do interior, pois, segundo ela, existe um grande tesouro de família e o segredo só poderá ser contado a um descendente de seu avô, que seria Wilbert.
Os parentes de Dorothy, os McCoy, tiveram uma antiga rixa com o clã dos Winfield. Com a chegada de Wilbert, os ânimos voltam a se acirrar e recomeça a "guerra". A avó McCoy diz a Wilbert que só lhe contará o segredo do tesouro se ele se casar. Wilbert quer Dorothy, mas esta se apaixonara por um dos Winfield. Então a avó envia Wilbert para uma parente na floresta, que tem fama de bruxa. Ela lhe vende uma poção do amor, com a qual Wilbert espera fazer com que Dorothy se apaixone por ele.

## Elenco
- Bud Abbott...Al Stewart
- Lou Costello...Wilbert
- Dorothy Shay...Dorothy McCoy
- Ida Moore...Vovó McCoy
- Glenn Strange...Devil Dan Winfield
- Kirby Grant...Clark Winfield
- Margaret Hamilton...Tia Huddy (bruxa)